# Самуил Зърнев
Самуил Христов Зърнев е български протестантски просветен деец и македоно-одрински опълченец.

## Биография
Самуил Зърнев е роден в 1891 година в град Воден в семейството на протестантския пастор от Битоля Христо Зърнев (1856 – 1932). По професия е учител. Известно време служи като проповедник в протестантската (евангелистка) църква в Енидже Вардар. От 1910 година преподава в Американското земеделско училище в Солун. През февруари 1913 година напуска училището и се присъединява към Македоно-одринското опълчение. Влиза в четата на Григор Джинджифилов, сетне в Четвърта рота на Тринадесета кукушка дружина. Носител е на орден „За храброст“ IV степен.